# 由佐村
由佐村（ゆさむら）は、香川県香川郡にあった村。
2度の合併を経て、現在は全域が高松市となっている。

## 人口
| \| 1920年（大正9年） \| 3,660人 \| \| \| 1925年（大正14年） \| 3,544人 \| \| \| 1930年（昭和5年） \| 3,503人 \| \| \| 1935年（昭和10年） \| 3,502人 \| \| \| 1940年（昭和15年） \| 3,393人 \| \| \| 1947年（昭和22年） \| 4,443人 \| \| \| 1950年（昭和25年） \| 4,521人 \| \| \| 1955年（昭和30年） \| 4,294人 \| \| |         |  |
| 総務省統計局 / 国勢調査（1955年） |         |  |
| 1920年（大正9年） | 3,660人 |  |
| 1925年（大正14年） | 3,544人 |  |
| 1930年（昭和5年） | 3,503人 |  |
| 1935年（昭和10年） | 3,502人 |  |
| 1940年（昭和15年） | 3,393人 |  |
| 1947年（昭和22年） | 4,443人 |  |
| 1950年（昭和25年） | 4,521人 |  |
| 1955年（昭和30年） | 4,294人 |  |

## 歴史
- 1890年（明治23年）2月15日 - 町村制施行に伴い、香川郡由佐村・吉光村（よしみつむら）・岡村（おかむら）が合併し由佐村が発足。
- 1956年（昭和31年）9月30日 - 香川郡池西村と合併し香南町が発足したため消滅。